# Мальте Якшик
Мальте Якшик (нім. Malte Jakschik, нар. 3 серпня 1993, Бонн, Німеччина) — німецький веслувальник, срібний призер Олімпійських ігор 2016 та 2020 року, чемпіон світу та Європи.

## Виступи на Олімпіадах
| Олімпіада           | Дисципліна | Місце |
| ------------------- | ---------- | ----- |
| Ріо-де-Жанейро 2016 | вісімки    | 2     |
| Токіо 2020          | вісімки    | 2     |

## Зовнішні посилання
- Мальте Якшик — олімпійська статистика на сайті Sports-Reference.com (англ.) (архівна версія)
- Профіль [Архівовано 8 січня 2021 у Wayback Machine.] на сайті FISA.

1. ↑  Malte Jakschik